# Hawaii, Oslo
Hawaii, Oslo är en norsk film från 2004. Den regisserades av Erik Poppe, manuset skrevs av Harald Rosenløw Eeg och filmmusiken skrevs av John Erik Kaada och Bugge Wesseltoft. 
Hawaii, Oslo belönades med det norska Filmkritikerprisen och Amandaprisen 2005, samt anmäldes av Norge för en Oscar för bästa utländska film (den blev dock inte nominerad).

## Rollista
- Vidar - Trond Espen Seim
- Leon - Jan Gunnar Røise
- Åsa - Evy Kasseth Røsten
- Frode - Stig Henrik Hoff

## Handling
Filmen handlar om Vidar som jobbar på en psykologisk mottagning. Han försöker hålla sig vaken, han har nämligen tidigare drömt hemska saker som sedan skett i verkligheten. Han drömmer senare att Leon, en av patienterna, ska möta sin flickvän men aldrig kommer fram utan blir påkörd av en ambulans.